# 2011년 리에주 테러

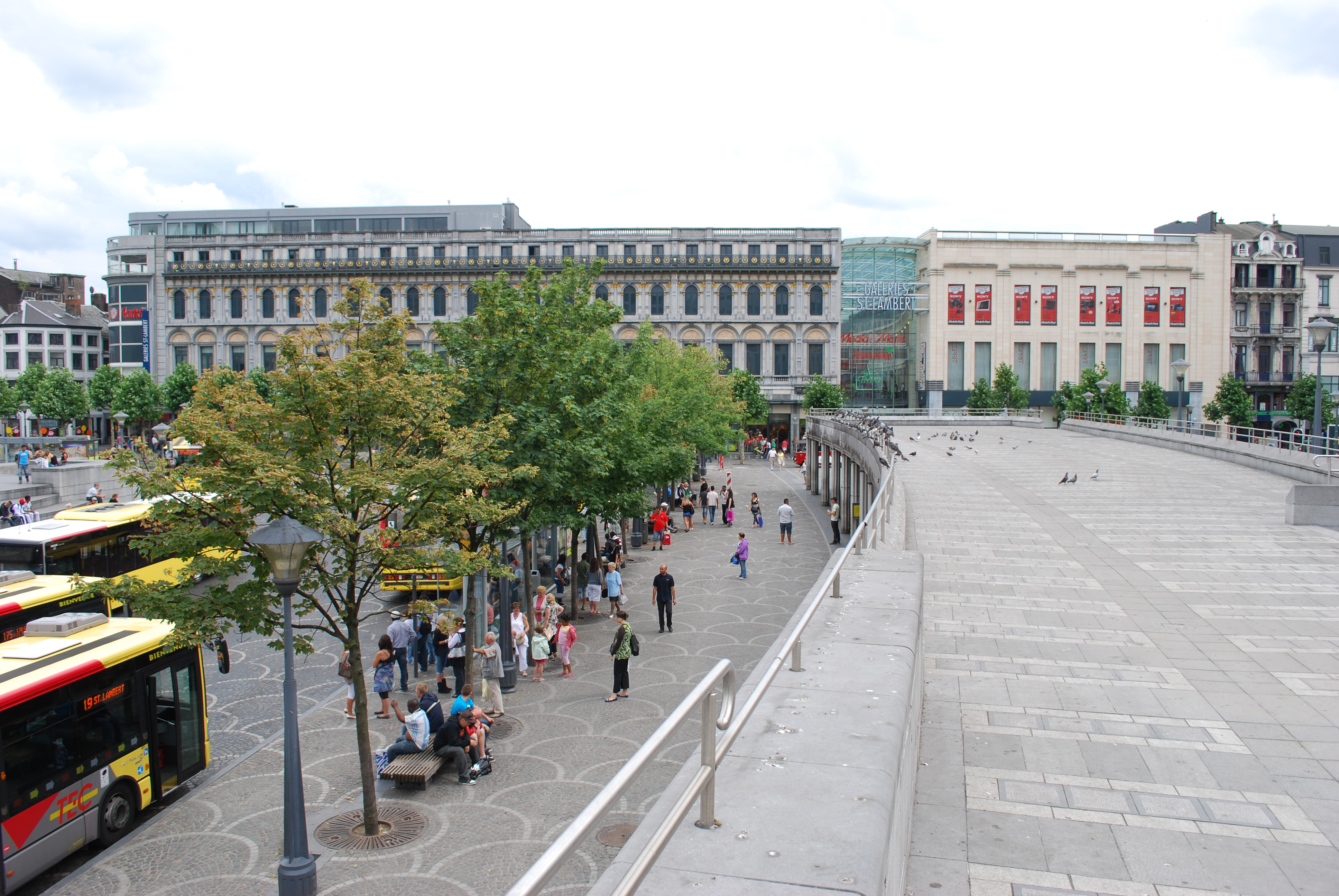

2011년 리에주 테러는 2011년 12월 13일, 벨기에 리에주에서 일어난 수류탄 공격 및 난사 사건이다. 생랑베르 광장 버스 정류장에 수류탄을 던지고 총으로 난사하였다. 이 사건으로 인해 5명이 사망하고 125명이 부상당했다.